# Black Eye (film)
Pour plus de détails, voir Fiche technique et Distribution.
Black Eye est un film américain réalisé par Jack Arnold, sorti en 1974.

## Fiche technique
- Titre : Black Eye
- Réalisation : Jack Arnold
- Scénario : Mark Haggard et Jim Martin d'après le roman Murder on the Wild Side de Jeff Jacks
- Montage : Gene Ruggiero
- Musique : Mort Garson
- Pays d'origine :  États-Unis
- Format : Couleurs - 1,85:1 - Mono
- Genre : Film d'action
- Date de sortie : 1974

## Distribution
- Fred Williamson : Stone
- Rosemary Forsyth : Miss Francis
- Teresa Graves : Cynthia
- Floy Dean : Diane Davis
- Richard Anderson : Dole
- Cyril Delevanti : Talbot
- Larry D. Mann : Avery
- Frank Ashmore : Chess
- Belinda Balaski : Mary
- Maree Cheatham
- William O'Connell

## Accueil
Le film a reçu la note de 2,5/5 sur AllMovie.